# Чаушеску, Елена

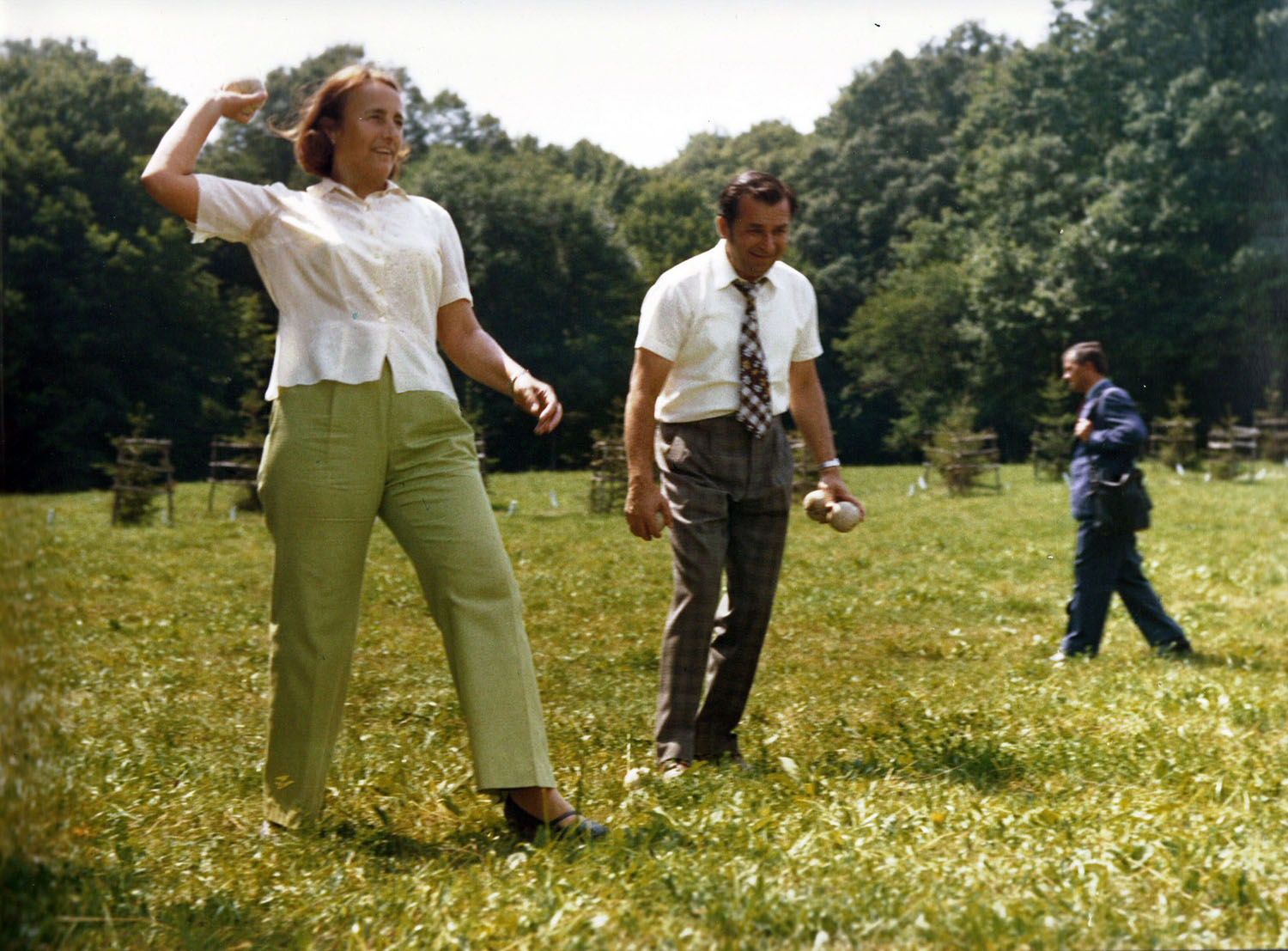
Елена Чаушеску и Ион Илиеску в 1976 году

Еле́на Чауше́ску (урождённая Петре́ску, 7 января 1916 — 25 декабря 1989) — румынский политический, государственный и научный деятель, супруга президента и генерального секретаря коммунистической партии, диктатора Румынии Николае Чаушеску. Являлась первым вице-премьером правительства, входила в состав ЦК РКП и Политбюро РКП, возглавляла крупнейшую химическую компанию страны — ICECHIM.
22 декабря 1989 года бежала из столицы вместе со свергнутым в ходе революции мужем. Вначале на вертолёте, затем на автомобиле. Добрались до города Тырговиште, но в тот же день оба были схвачены армией. Организованный чрезвычайный трибунал предъявил обоим обвинения: в преступлениях против государства, геноциде собственного народа, открытии тайных счетов в иностранных банках и «подрыве национальной экономики».
Расстреляна вместе с мужем 25 декабря 1989 года по приговору трибунала, сразу же после судебного заседания, всё их имущество было конфисковано.

## Биография

### Ранние годы
Елена Петреску родилась в крестьянской семье в селе Петрешть в жудеце Дымбовица. Её семью поддерживала работа её отца, пахаря (по другим данным, её отец был владельцем пивной). Она не смогла закончить начальную школу в своём селе, согласно записям из школьного табеля, в четвёртом классе — последнем, в котором она училась, хорошие отметки были лишь по рукоделию, в то время как по чтению, истории, географии и закону божьему — двойки. После того, как она ушла из начальной школы, она переехала вместе со своим братом в Бухарест, где стала работать лаборантом, после чего получила работу на текстильной фабрике.

### Начало партийной деятельности
В 1937 году она вступила в Румынскую Коммунистическую партию.
В 1939 году Елена, тогда ещё молодая коммунистка-подпольщица, познакомилась с будущим мужем, после выхода того из тюрьмы Дофтана. Чаушеску был мгновенно очарован ей. После окончания Второй мировой войны они поженились (хотя брат Николае, по имени Николае-Андруцэ, на допросах после революции 1989 года утверждал, что во время войны якобы был свидетелем связей будущей супруги Николае с немецкими офицерами, из-за чего сам он будто бы имел множество неприятностей). На протяжении многих лет политической жизни Николае, Елена Петреску, в те годы малообразованная работница-текстильщица, играла всё возрастающую роль, и стала, впоследствии, далеко не последним человеком в политических решениях Николае Чаушеску. В молодости же Елена также успела поработать на химзаводе. В связи с этим её в дальнейшем поставили во главе крупнейшей химической лаборатории страны, ICECHIM (Национальный институт химических исследований). Впоследствии, осыпанная всевозможными учёными степенями, супруга «гения Карпат» была объявлена «светилом науки» и встала во главе академии наук Румынии.

### Политический взлёт
В политике Елена Чаушеску также не оставалась на вторых ролях. Она часто сопровождала мужа во время официальных визитов за рубеж. В июне 1971 года, во время государственного визита в КНР, она учла реальную власть в стране Цзян Цин, жены Мао Цзэдуна. Скорее всего, Елена была вдохновлена этим и с тех пор начался её политический взлёт в Румынии. В июле 1971 года она была избрана членом Центральной комиссии по социально-экономическому прогнозированию, а в июле 1972 года она стала полноправным членом ЦК РКП. В июне 1973 года, выдвинутая Эмилем Боднара, она была избрана в исполком партии. В ноябре 1974 года на XI съезде РКП, она стала членом (переименованного) политического исполкома, а в январе 1977 года стала членом высшего партийного органа, Постоянного бюро Политического исполкома. В марте 1980 года её сделали первым заместителем премьер-министра. В одной из од, написанных в честь четы, ей были посвящены такие слова: «Подобно звезде, мерцающей подле другой на вековечной небесной твердыне, стоит она рядом с Великим Мужем и озирает очами победоносный путь Румынии».

## Культ личности
Елена Чаушеску стала объектом такого же «мощного» культа личности, какой был у её мужа. Николае возвеличил Елену так, что её стали звать титулом «мать нации». И судя по всему, её тщеславие и страсть к почитанию превышали аналогичные у Николае. Как и относительно её мужа, румынскому телевидению был дан строгий приказ тщательно следить за её изображением на телеэкране. Например, она никогда не должна была быть показана в профиль — из-за её «общего домашнего вида» (хотя была очень привлекательной в молодости), а также крупного носа. Публично Чаушеску говорила, что для неё большая честь называться «товарищем», но представители румынской эмиграции в США часто презрительно называли её «мадам Чаушеску» (за глаза).

## Свержение и казнь

Фото со съёмок румынского фильма «Нулевая точка (фильм)» 1996 года, изображающий расстрел четы Чаушеску

По официальной версии, во время революции, 22 декабря 1989 года супруги Чаушеску, вместе с помощниками и охраной, бежали из столицы. Вначале на вертолёте, спасаясь от многотысячной толпы митингующих. Затем Елена вместе с мужем продолжили бегство на автомобиле. Однако в итоге в тот же день они были задержаны армией в городе Тырговиште. Там же, через два дня, на военной базе наскоро был организован чрезвычайный трибунал, приговоривший чету Чаушеску к расстрелу, с конфискацией всего их имущества.
В Рождество 25 декабря 1989 года было записано, а потом показано по румынскому телевидению, заседание трибунала. После чего, согласно приговору, на территории воинской части города Тырговиште супруги Чаушеску были сразу же (в 14:50) расстреляны тремя десантниками, выбранными из сотни добровольцев. После чего их отвезли и оставили лежать на стадионе «Стяуа». А затем они были перенесены и захоронены на военном кладбище Генча, которое расположено неподалёку от него. Спешный показательный процесс и мёртвые Чаушеску были записаны на видео и кадры незамедлительно показали во многих западных странах.
Чаушеску стали последними, кого казнили в Румынии до отмены смертной казни 7 января 1990 года.

## Семья
Их трое детей (Нику, Валентин и Зоя) были арестованы сразу после декабрьских событий 1989 года. Нику Чаушеску вменялся в вину геноцид, а Зое и Валентин — разрушение национальной экономики. В начале 1990 года они были освобождены из-под стражи. В октябре 2006 года, спустя почти 17 лет после падения власти Чаушеску, суд Румынии принял решение вернуть его детям собственность, реквизированную у них после революции.

## Награды
- Герой Социалистической Республики Румыния с вручением ордена «Победа социализма» (1981)

## Публикации
- Research work on synthesis and characterization of macromolecular compounds, Editura Academiei Republicii Socialiste România, 1974
- Stereospecific Polymerization of Isoprene, 1982
- Nouvelles Recherches Dans Le Domaine Des Composes Macromoleculaire, 1984
- Новые исследования в области высокомолекулярных соединений. / Пер. с рум. Под ред. А. Н. Праведникова. — М. : Химия, 1983. — 391 с. : ил.
- Исследования в области химии и технологии полимеров : [Сборник] / Пер. с рум. под ред. В. В. Коршака. — М. : Наука, 1987. — 343,[1] с. : ил.;
- Достижения в химии и технологии полимеров / Пер. с рум. — М. : Наука, 1988. — 328 с. : ил. ISBN 5-02-001422-2

## В массовой культуре
Её порой называли прозвищем «Codoi», ссылаясь на её якобы неправильное произношение названия химического соединения CO2 (C в «Со» является углеродом, O — кислородом и «doi» — как румынское «два»). Её высмеивали многие, в том числе официальные лица, которые называли её по этому прозвищу во время показательного суда. Особый юмор в том, что «codoi» действительно является румынским словом. Оно означает «большой хвост».